# Convention de Bruxelles concernant la distribution de signaux porteurs de programmes transmis par satellite
La Convention relative à la distribution de signaux porteurs de programmes transmis par satellite (aussi appelée convention de Bruxelles ou convention Satellites) a été ouverte à la signature le 21 mai 1974 à Bruxelles et est entrée en vigueur le 25 août 1979. Elle est supervisée par le Comité des Nations unies sur les utilisations pacifiques de l'espace extra-atmosphérique.
La convention est administrée par l’Organisation mondiale de la propriété intellectuelle (OMPI)

## Convention
La convention de Bruxelles prévoit l'obligation pour chaque État contractant de prendre des mesures adéquates pour faire obstacle à la distribution non autorisée sur son territoire, ou à partir de son territoire, de tout signal porteur de programmes qui est transmis par satellite. La distribution est considérée comme non autorisée si elle n'a pas été autorisée par l'organisme - essentiellement un organisme de radiodiffusion - qui décide de quoi le programme se compose. Cette obligation existe à l'égard des organismes qui sont ressortissants d'un État contractant.
La convention permet certaines limitations en matière de protection. La distribution de signaux porteurs de programme par des personnes non autorisées est permise si les signaux portent de courts extraits contenant des comptes rendus d'événements d'actualité ou à titre de citations, de courts extraits du programme porté par les signaux émis ou, dans le cas des pays en développement, si le programme porté par les signaux émis est distribué uniquement à des fins d'enseignement, y compris celui des adultes, ou de recherche scientifique. La convention n'établit pas une durée de protection, laissant à la législation nationale le soin d'en décider.
Toutefois, les dispositions de cette convention ne sont pas applicables lorsque la distribution des signaux est faite à partir d'un satellite de radiodiffusion directe.
La convention ne prévoit pas l'institution d'une union, d'un organe directeur quelconque ni d'un budget.
Elle est ouverte à tous les États membres de l'Organisation des Nations unies ou d'une institution du système des Nations unies. Les instruments de ratification, d'acceptation ou d'adhésion doivent être déposés auprès du secrétaire général de l'Organisation des Nations unies.

## Adhésion
En 2023, la convention avait été ratifiée par 39 États. 

## Voir également

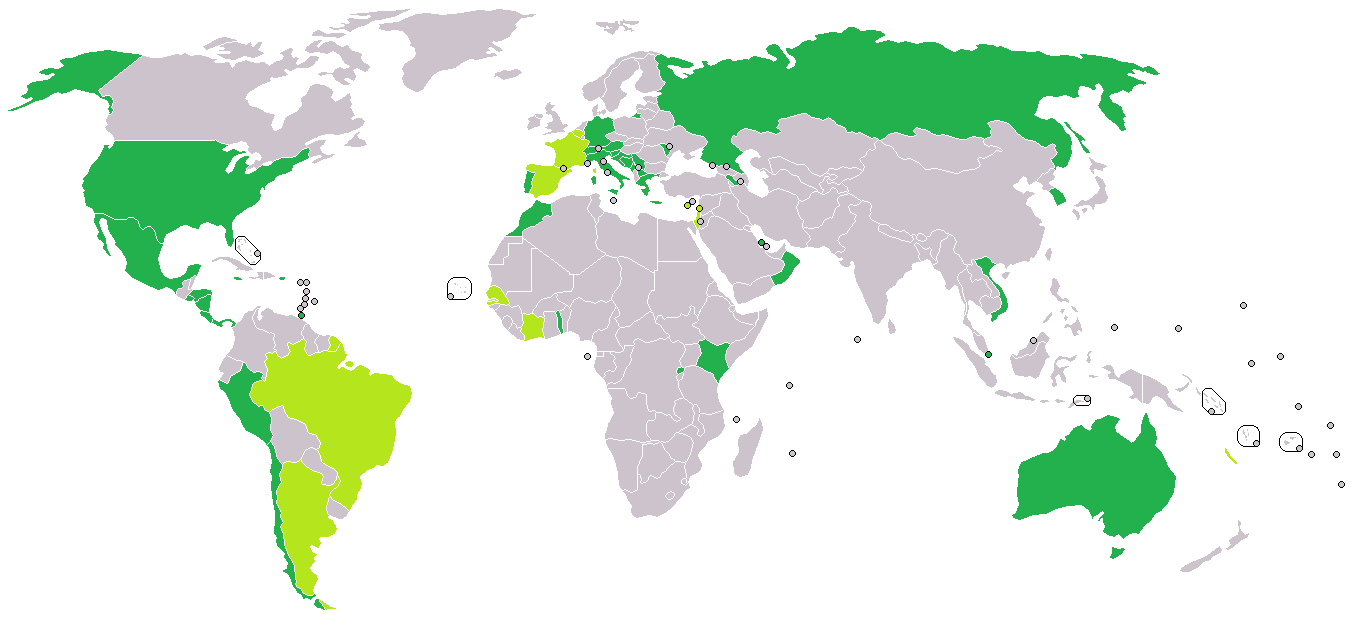
ratifiée
signée, mais pas ratifiée

- Convention de Bruxelles concernant la distribution de signaux porteurs de programmes transmis par satellite sur WIPO Lex